# Bödälä – Dance The Rhythm
Bödälä – Dance The Rhythm ist ein Dokumentarfilm der Schweizer Regisseurin Gitta Gsell, gedreht an diversen Orten in der Schweiz. Der Film wurde mit dem Prix du Public, dem Publikumspreis der Solothurner Filmtage ausgezeichnet.

## Synopsis
Bödälä – Dance the Rhythm ist ein Film über Menschen, die ihre Füsse archaisch und kraftvoll zu ihrem künstlerischen Ausdrucksinstrument machen. Ausgehend vom Bödelen in der Innerschweiz begibt sich der Film auf eine Reise zu Stepptanz, Flamenco und Irish Dance. Das rhythmische Aufstampfen der Schuhe erinnert an rituelle Volkstänze. Aus dem „Tanz des Volkes“ entstehen Show- und Wettkampftänze. Der Film begegnet Tänzerinnen und Tänzern, die im Rhythmus ihrer Füsse Freude, Lust und Trauer ausdrücken.

## Kritiken
„Tanzfilme sollten vor allem mitreißen. Selbst Dokumentationen übers Tanzen sollten viel von der Faszination der Bewegung rüber bringen. In diesem Sinne machte die Filmemacherin Gitta Gsell alles richtig. In Bödälä – Dance the Rhythm stellt sie zwei uralte Schweizer Tanzstile in den Mittelpunkt und zeigt darüber hinaus die Verknüpfungen zu verwandten internationalen Formen auf. Eine fetzige Angelegenheit.“

„Der grosse Verdienst der Schweizer Regisseurin Gitta Gsell ist es, dass sie mit «Bödälä – Dance the Rhythm» Neuland beschreitet. Noch nie ist in einem Kinofilm der perkussive Tanz so temporeich, liebevoll, umfassend und mit ansteckender Leichtigkeit gezeigt worden, wie in ihrem neustem Dokumentarfilm.“

„«Gäuerle» und «Bödälä» sind schweizerische Stampftänze, bei denen mit den Füssen zur Musik auf dem Parkett rhythmisch gesteppt wird. Die Zürcher Filmemacherin Gitta Gsell will mehr über diese innerschweizerische Tradition wissen und porträtiert in ihrem Film, der den Publikumspreis an den Solothurner Filmtagen abräumte, Menschen, die das Brauchtum pflegen und weiterführen. Doch auch andere, internationale Formen des Stepptanzes werden hier vorgestellt: Von Flamenco, über den klassischen Stepptanz, bis hin zum Irish Dance bietet Bödälä eine grosse Bandbreite von rhythmischen Tänzen. So entsteht ein musikalisches Mosaik mit zahlreichen interessannten Persönlichkeiten, die ordentlich auf den Boden stampfen.“

„Regisseurin Gitta Gsell braucht nicht viele Worte, um die Geschichte des Stampfens zu erzählen. Die Gemeinsamkeiten und Unterschiede der vier Tanzformen erklären sich fast ausschließlich durch die Bildsprache. Die wenigen Interviewausschnitte dagegen bleiben den Portraits der Menschen vorbehalten, die hier erzählen, was das Tanzen für sie ganz persönlich bedeutet. Kurze Statements mit einprägsamen Sätzen werden ergänzt durch die Gesichter beim Tanzen, die im Grunde den ganzen Rest der Beweggründe und der Lebenseinstellung schildern. Schließlich geht es beim Tanzen nicht um Worte, sondern um Bewegung. Selbst wenn der Begriff ‚Bödelen‘ so wunderschön beschreibt, was da zu sehen ist..“

„Mit den Füssen lässt sich Musik machen. Auf der Bühne und am Volksfest. Der Film «Bödälä» reisst mit.“